# 南沃林斯 (肯塔基州)
南沃林斯（英語：South Wallins）是位於美國肯塔基州哈倫縣的一個人口普查指定地區。

## 人口
根據2020年美國人口普查的數據，南沃林斯的面積為16.42平方千米，當中陸地面積為16.35平方千米，而水域面積為0.07平方千米。當地共有人口838人，而人口密度為每平方千米51.04人。